# 조지 워싱턴 동상 목록
이 문서는 미국 건국의 아버지이자 미국 독립 전쟁 중 대륙육군의 총사령관이었으며 초대 미국 대통령이었던 조지 워싱턴의 주요 동상 목록이다.

## 목록
| 이미지 | 문서                    | 위치                                                       | 연대       | 조각가                                     | 비고                                                                      |
| ------ | ----------------------- | ---------------------------------------------------------- | ---------- | ------------------------------------------ | ------------------------------------------------------------------------- |
|        | 조지 워싱턴 동상        | 버지니아주 리치먼드 버지니아 주청사                        | 1791–1792  | 장앙투안 우동                              | 대리석 동상으로, 휴바드와 고르함이 만든 수많은 청동 복제품이 있다.        |
|        | 조지 워싱턴 동상        | 펜실베이니아주 필라델피아 펜실베이니아 미술 아카데미       | 1815       | 윌리엄 러시                                | 목조 동상, 1824년에 독립기념관으로 이전되었고 현재는 미국 제2은행에 있다. |
|        | 조지 워싱턴             | 노스캐롤라이나주 롤리 노스캐롤라이나 주청사                | 1820       | 안토니오 카노바                            | 1831년 6월 21일 화재로 파괴됨                                             |
|        | 조지 워싱턴             | 노스캐롤라이나주 롤리 노스캐롤라이나 역사 박물관           | 1910       | 안토니오 카노바                            | 1820년 동상의 석고 복제품                                                 |
|        | 조지 워싱턴             | 노스캐롤라이나주 롤리 노스캐롤라이나주 의사당              | 1970       | 안토니오 카노바                            | 1820년 동상의 로마노 비오 대리석 복제품                                   |
|        | 조지 워싱턴 동상        | 매사추세츠주 보스턴 매사추세츠주 의사당                    | 1826       | 프랜시스 챈트리                            |                                                                           |
|        | 워싱턴 기념탑           | 메릴랜드주 볼티모어 마운트 버넌 플레이스 & 워싱턴 플레이스 | 1829       | 엔리코 카우시치                            | 건축가 로버트 밀스가 설계한 기념탑 꼭대기의 대리석 동상                   |
|        | 조지 워싱턴             | 워싱턴 D.C. 국립 미국사 박물관                             | 1840       | 호라티오 그리노                            | 미국 국회의사당 원형 홀에서 처음 공개된 대리석 동상                       |
|        | 조지 워싱턴 동상        | 워싱턴 D.C. 스미스소니언 미술관                            | 1841c.     | 페르디난트 페트리히                        | 청동으로 칠해진 석고 동상                                                 |
|        | 조지 워싱턴 기마상      | 뉴욕시 유니언 스퀘어                                       | 1856       | 헨리 커크 브라운                           |                                                                           |
|        | 조지 워싱턴             | 메릴랜드주 볼티모어 드루이드 힐 공원                       | 1857       | 에드워드 셰필드 바솔로뮤                   |                                                                           |
|        | 버지니아 워싱턴 기념탑  | 버지니아주 리치먼드 캐피톨 스퀘어 (리치먼드)               | 1858–1869  | 토마스 크로포드와 랜돌프 로저스            |                                                                           |
|        | 조지 워싱턴 중장        | 워싱턴 D.C. 워싱턴 서클                                    | 1860       | 클라크 밀스                                |                                                                           |
|        | 조지 워싱턴 동상        | 펜실베이니아주 필라델피아 독립기념관                       | 1869       | 조셉 A. 베일리                             | 대리석 동상, 현재 필라델피아 시청사에 있음                                |
|        | 조지 워싱턴 동상        | 펜실베이니아주 필라델피아 독립기념관                       | 1910       | 조셉 A. 베일리                             | 1869년 동상의 청동 복제품                                                 |
|        | 조지 워싱턴 기마상      | 매사추세츠주 보스턴 보스턴 퍼블릭 가든                     | 1869       | 토마스 볼                                  |                                                                           |
|        | 조지 워싱턴 동상        | 뉴저지주 트렌턴 더글러스 하우스, 밀 힐                     | 1876c.     | 프라텔리 지안프란키                        | 필라델피아 1876년 센테니얼 엑스포지션에서 처음 전시됨                     |
|        | 조지 워싱턴 동상        | 뉴버리포트                                                 | 1878       | 존 퀸시 애덤스 워드                        |                                                                           |
|        | 조지 워싱턴 동상        | 뉴욕시 페더럴 홀                                           | 1883       | 존 퀸시 애덤스 워드                        |                                                                           |
|        | 워싱턴 기념탑           | 위스콘신주 밀워키 밀워키 중앙 도서관                       | 1885       | 리처드 헨리 파크                           |                                                                           |
|        | 조지 워싱턴 동상        | 뉴욕주 뉴버그 승리의 탑, 워싱턴 본부 주립 역사 유적지      | 1887       | 윌리엄 루돌프 오도노반                     | 스미스소니언 미술관의 청동색 석고 모형                                    |
|        | 조지 워싱턴 동상        | 뉴저지주 트렌턴 트렌턴 전투 기념탑                         | 1893       | 윌리엄 루돌프 오도노반                     | 건축가 존 H. 던컨이 설계한 기념탑 꼭대기의 청동 동상                      |
|        | 조지 워싱턴 동상        | 퍼스앰보이 마켓 스퀘어, 퍼스앰보이 시청                    | 1896       | 넬스 N. 알링                               | 테라코타 동상, 1896년 2월 22일 헌정됨                                     |
|        | 조지 워싱턴 기마상      | 펜실베이니아주 필라델피아 이킨스 오벌                      | 1897       | 루돌프 지머링                              | 워싱턴 기념탑 (필라델피아) 꼭대기의 청동 동상                             |
|        | 조지 워싱턴 동상        | 워싱턴주 시애틀 워싱턴 대학교                              | 1909       | 로라도 태프트                              |                                                                           |
|        | 조지 워싱턴 기마상      | 뉴저지주 뉴어크 워싱턴 공원                                | 1912       | J. 매시 라인드                             |                                                                           |
|        | 워싱턴 기념탑           | 뉴욕주 웨스트포인트 미국 육군사관학교                      | 1916       | 헨리 커크 브라운                           |                                                                           |
|        | 조지 워싱턴 동상        | 펜실베이니아주 워싱턴 크로싱 워싱턴 크로싱 역사 공원       | 1916       | 미상                                       | 워싱턴 크로싱 기념탑 꼭대기의 화강암 동상                                 |
|        | 프린스턴 전투 기념탑    | 뉴저지주 프린스턴 뉴저지주도 제27호선                      | 1922       | 프레데릭 윌리엄 맥모니스와 토마스 해스팅스 |                                                                           |
|        | 조지 워싱턴 동상        | 오리건주 포틀랜드 독일계 미국인 협회 건물                  | 1926–1927  | 폼페오 코피니                              |                                                                           |
|        | 조지 워싱턴 기마상      | 뉴저지주 모리스타운 포드 맨션 (워싱턴 본부)                | 1927–1928  | 프레데릭 로스                              |                                                                           |
|        | 힐드 스퀘어 기념탑      | 일리노이주 시카고 힐드 스퀘어                              | 1936-1941  | 로라도 태프트와 레너드 크러넬              |                                                                           |
|        | 조지 워싱턴 동상        | 버지니아주 알렉산드리아 조지 워싱턴 프리메이슨 국립 기념관 | 1949       | 브라이언트 베이커                          | 일러스리어스 브라더 조지 워싱턴이라는 청동 동상, 1950년 2월 22일 헌정됨   |
|        | 무명 독립 혁명 전사 묘  | 펜실베이니아주 필라델피아 워싱턴 스퀘어 (필라델피아)       | 1957       | 장앙투안 우동과 G. 에드윈 브럼보           |                                                                           |
|        | 조지 워싱턴 기마상      | 워싱턴 D.C. 워싱턴 국립 대성당                             | 1959       | 허버트 해셀틴                              |                                                                           |
|        | 관점                    | 펜실베이니아주 피츠버그 관점 공원                          | 2006       | 제임스 A. 웨스트                           |                                                                           |
|        | 조지 워싱턴 동상        | 텍사스주 오스틴 텍사스 대학교 오스틴                       | 1955       | 폼페오 코피니                              |                                                                           |
|        | 조지 워싱턴 동상        | 인디애나주 인디애나폴리스 인디애나 주청사                  | 1959       | 도날드 드 루                               |                                                                           |
|        | 조지 워싱턴 동상        | 멕시코시티, 멕시코 로사리오 카스테야노스 공원              | 1916       | 미상                                       |                                                                           |
|        | 조지 워싱턴 동상        | 런던, 잉글랜드 트라팔가 광장                               | 1924, 1921 | 우동의 리치먼드 동상 복제품                | [ 3 ]                                                                     |
|        | 조지 워싱턴 흉상        | 바르샤바, 폴란드 바르샤바 바시옹토나 로터리                | 1989       | 브로니스와프 코니우시, 브로니스와프 쿠비차 |                                                                           |
|        | 조지 워싱턴 헌정 기념탑 | 보고타, 콜롬비아 산디에고 공원                             | 1961–1963  | 루이스 핀토 말도나도                       | [ 4 ]                                                                     |

## 같이 보기
- 러시모어산
- 조지 워싱턴 기념물 목록
- 미국 대통령 조각상 목록
- 미국의 대통령 기념물